# ليونارد وايت (ممثل)
ليونارد وايت (بالإنجليزية: Leonard White)‏ هو منتج تلفزيوني وممثل بريطاني (وحمل سابقاً جنسية المملكة المتحدة لبريطانيا العظمى وأيرلندا)، ولد في 5 نوفمبر 1916 في المملكة المتحدة، وتوفي في 7 يناير 2016.

## وصلات خارجية
- ليونارد وايت على موقع IMDb (الإنجليزية)
- ليونارد وايت على موقع قاعدة بيانات الفيلم (الإنجليزية)